# Wapen van Alken
Het wapen van Alken werd op 24 februari 1981 per Koninklijk Besluit aan de Belgisch Limburgse gemeente Alken toegekend. De Duitse plaats Sankt Aldegund heeft een vergelijkbaar wapen, al staat Aldegonda op dat wapen achter een klein schild.

## Blazoenering
De blazoenering van het wapen luidde als volgt:
In keel een uitkomende Sint-Aldegonde in kloostergewaad, in de rechterhand het boek van de Heilige Regel, in de linkerhand de staf van abdis en boven het hoofd de duif met de sluier in zijn bek, alles van natuurlijke kleur.
Het wapen is rood van kleur met daarop de heilige Aldegonde, de patroonheilige van Alken, gekleed als een kloosterzuster. Zij houdt in haar rechterhand een boek en in de linkerhand een kromstaf. Boven haar hoofd een witte duif met een eveneens witte sluier in zijn snavel. Aldegonde is zelf van natuurlijke kleur. Uitkomend houdt in dat Aldegonde uit de schildvoet komt. Doordat het wapen rood is en het gewaad zwart zou het hier om een raadselwapen kunnen gaan. Echter, het gewaad van Benedictijner monniken is zwart, waardoor het hier als natuurlijke kleur gezien kan worden. Daarmee is het in dit geval wel toegestaan.

## Herkomst
Het wapen is afgeleid van een zegel dat de schepenbank in 1764 heeft gebruikt. Op het zegel heeft de heilige een aureool om haar hoofd. Zij draagt het ordekleed van de Benedictinessen. De afbeelding is dus vrijwel gelijk aan het wapen, het zegel had echter wel een randschrift: S.Aldegondis Patr[onae] alckensis. 1680.